# Fondation (construction)
Pour les articles homonymes, voir fondation.
 (octobre 2023).
Une fondation se définit comme la partie d'un bâtiment ou d'un ouvrage de travaux publics qui assure la transmission dans le sol des charges (poids propre, forces climatiques, sismiques et charges d'exploitation) de celui-ci.
Les fondations d’un bâtiment représentent un enjeu essentiel de sa construction, car elles forment la partie structurelle qui assure sa portance et permet de contrôler les tassements dus aux charges qu'il applique au sol et les infiltrations dues à la présence éventuelle d'eau dans le terrain.
Suivant la capacité portante du sol, l'environnement de l'ouvrage à fonder, les forces mises en jeu et les tassements admissibles, le constructeur choisira une solution du type fondation superficielle, semi-profonde ou profonde, qui diffèrent par leur niveau de fondation, leur géométrie et leur fonctionnement.
La fondation est la partie inférieure du bâtiment qui a pour but de supporter les charges et les surcharges d'un bâtiment et de le transmettre dans le bon sol.

## Dimensionnement

Carte de France déterminant la profondeur minimale des fondations à une altitude de 150 m.

Les fondations varient selon la qualité du sol sur lequel le bâtiment doit être implanté, ainsi que selon la nature et la taille du bâtiment. Il est fortement recommandé que ce sol soit de bonne portance et peu sujet au tassement.
L'ingénieur chargé de l'étude des sols est un ingénieur géotechnicien. À partir d'un rapport géotechnique, il peut déterminer le type de fondation ou les renforcements de sol nécessaires et le niveau d'assise d'un ouvrage adapté au terrain en place.
Selon la hauteur d'encastrement D, c'est-à-dire l'épaisseur minimale des terres qui se trouvent au-dessus de la base de la fondation, et la largeur de la base B, on peut définir les fondations comme étant :
- superficielles si le rapport encastrement/largeur de la base D/B < 4 ;
- profondes si le rapport D/B ≥ 10 ;
- semi-profondes si 4 ≤ D/B < 10.

Note : si D/B augmente, le prix de la réalisation (le coût) augmente aussi.

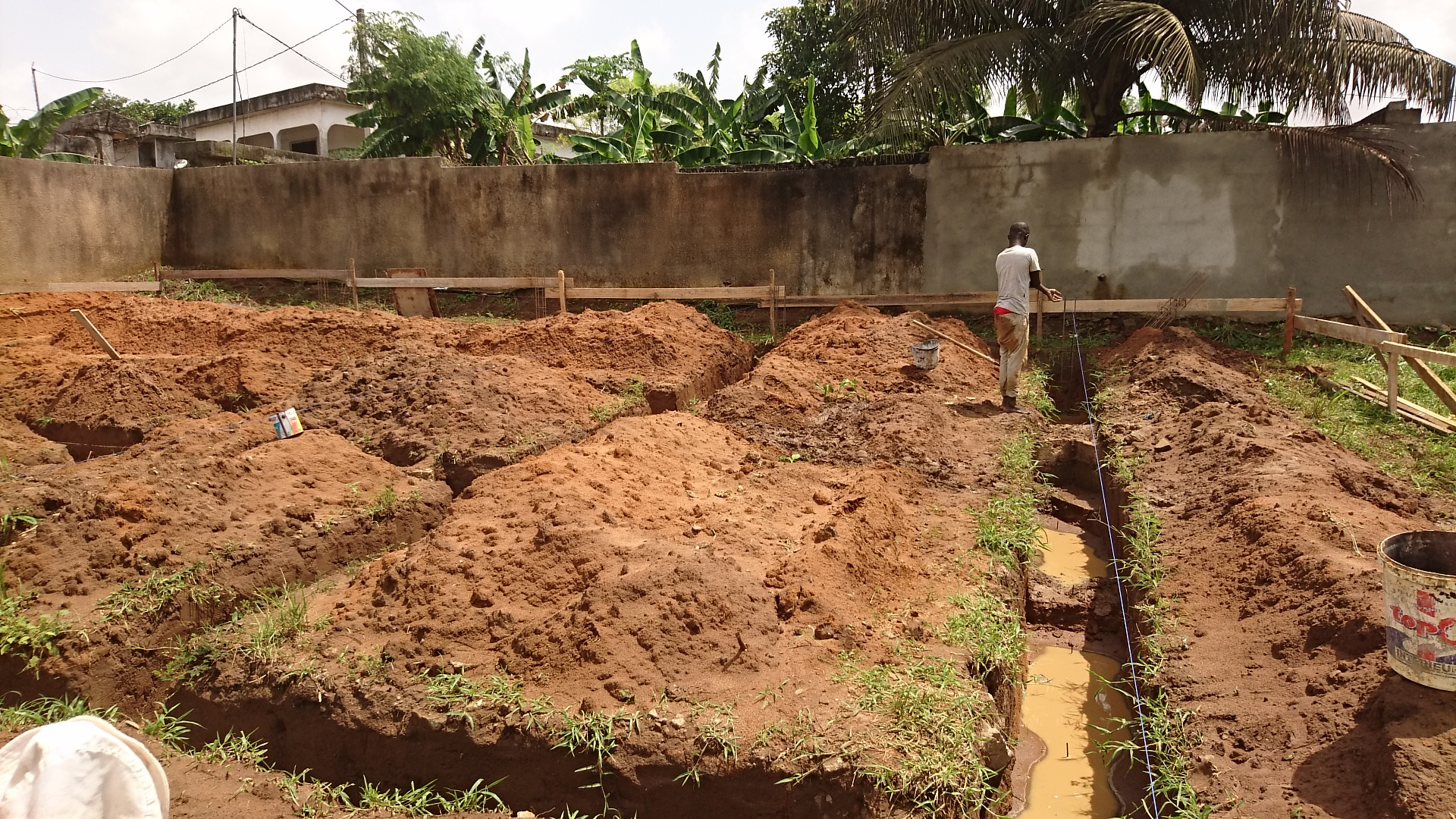
Maçon travaillant à la fondation d'une maison.

Historiquement, le dimensionnement des fondations en France devait respecter la norme française DTU 13.12 qui impose un dimensionnement aux états-limites (ELU et ELS). Actuellement, ces études sont faites conformément aux règles de l'Eurocode 7 (norme NF EN 1997-1) et ses annexes nationales (NF EN 1997-1/NA). Pour les fondations superficielles, la norme NF P 94-261 est la norme d'application nationale de l'Eurocode 7 pour les fondations superficielles. Dans le cas des fondations profondes, la norme NF P 94-262 est la norme d'application nationale de l'Eurocode 7 pour les fondations profondes.
Lorsque l’on définit les situations de calcul et les états-limites, il convient de considérer les facteurs suivants :
- les conditions du site en termes de stabilité globale et de mouvements du sol ;
- la nature et la taille de la structure et de ses éléments, y compris des exigences spéciales comme la durée de vie de calcul ;
- les conditions relatives au voisinage du projet (par exemple, structures avoisinantes, circulation, réseaux divers, végétation, produits chimiques dangereux) ;
- les conditions de terrain ;
- l’état des eaux souterraines ;
- la sismicité régionale ;
- l’influence de l’environnement (hydrologie, eaux superficielles, affaissements et subsidence, variations saisonnières de la température et de l’humidité).

Par ailleurs, les cycles de gel-dégel peuvent déstructurer le sol d’assise des semelles de fondation et c’est pourquoi il est impératif de construire les fondations à une profondeur « hors-gel » suffisante. Cette profondeur varie en fonction de la région à laquelle appartient la construction ainsi que de son altitude. La carte ci-contre indique en mètres la profondeur à respecter en France pour atteindre un niveau hors-gel pour une altitude entre 0 et 150 m. Pour chaque 200 m supplémentaires, on ajoute 5 cm à la valeur lue.
Selon la capacité portante du sol, les forces mises en jeu et les tassements admissibles, trois types de fondations sont envisageables : superficielle, semi-profonde et profonde.

## Fondations superficielles

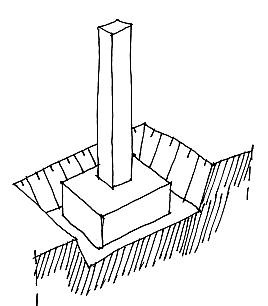
Fondation en semelle isolée (sous un poteau).

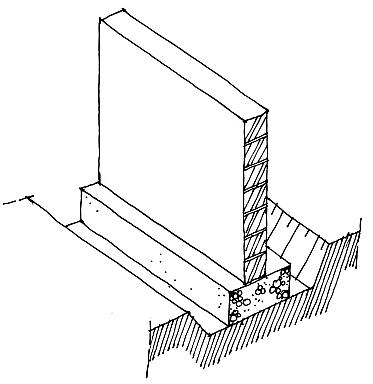
Fondation en semelle filante (sous un mur).

### Présentation
Les fondations superficielles forment un type d'assise pouvant être mise en place sur des sols de bonne portance, c'est-à-dire capables de reprendre les charges du bâtiment en entraînant un tassement minimum. Leur simplicité de réalisation et leur faible coût font de ce type de fondation les structures les plus courantes.
Selon la structure qu'elles supportent, les fondations superficielles peuvent porter différents noms :
- Plots de fondation ou semelles isolées, si elles se trouvent sous un pilier ou un poteau ;
- semelles filantes ou linéaires, si elles supportent un voile ou un mur ;
- radier, si elles forment une dalle posée sur le sol (par exemple comme plancher de sous-sol).

Le niveau de sol sur lequel reposent les fondations superficielles est appelé « niveau d'assise », « fond de coffre » ou encore « fond de fouille ».

### Mise en place de fondations superficielles
Différentes étapes sont nécessaires à la création de fondations superficielles :
- les premières opérations devraient consister en un débroussaillement et un dégazonnement : tous les végétaux de surface (herbes, arbustes, arbres, racines) sont arrachés de la zone d'emprise des travaux et sont évacués hors des limites du chantier (en effet, ces matières végétales sont impropres aux opérations ultérieures de remblai) ;
- le décapage en découverte : une couche superficielle, dite de « bonne terre » ou de « terre végétale », est retirée puis stockée sur le chantier. Le produit de cette opération de déblai pourra être utilisé, après achèvement des travaux, pour l'aménagement des abords de la construction ;
- l'implantation : un piquetage de la zone à terrasser est réalisé, en général par le géomètre et/ou le chef de chantier ;
- le creusement des fouilles : dans le cas de semelles filantes, elles sont effectuées en rigole (moins de deux mètres de largeur sur moins d'un mètre de profondeur) ;
- le coulage du béton de propreté, effectué sur une épaisseur de 5 à 10 cm environ : il a pour objectif l'isolation des armatures (afin d'éviter toute apparition de rouille). Il est faiblement dosé (en général, 150 kg de ciment pour un mètre cube) ;
- la mise en place des armatures ;
- le coulage de la semelle.

Lorsque la capacité portante du fond de coffre n'est pas homogène, la mise en œuvre d'un radier général sera une alternative économique aux fondations semi-profondes et profondes.

## Fondations profondes et semi-profondes

### Présentation
Les fondations profondes et semi-profondes sont des structures permettant de fonder un bâtiment en profondeur lorsque la couche superficielle de sol n'est pas suffisamment résistante pour employer des fondations superficielles : la reprise des charges se fait alors par la résistance du sol sous la base de la fondation (portance) à laquelle s’ajoutent les frottements latéraux exercés par le sol sur la fondation (résistance à l’enfoncement). Un exemple simple de ce phénomène est un parasol installé dans le sable : la résistance du sol augmente au fur et à mesure que le tube s’enfonce.
L’interaction entre la fondation et le sol fait alors intervenir la notion de « profondeur critique » : au-delà de cette profondeur, la résistance sous la base de la fondation n’augmente plus, et la longueur de la fondation profonde devient alors le critère déterminant de son dimensionnement. C’est le cas des fondations profondes, généralement appliquées dans le cas d'un sol stable à une profondeur supérieure à 6–8 m.
Dans le cas de la fondation semi-profonde, la fondation se trouve au-dessus de cette profondeur critique, et le frottement latéral n’est plus prédominant dans la résistance au tassement. Le dimensionnement se fait alors au cas par cas selon la méthode des fondations superficielles ou profondes. Ce type de fondation, atteignant généralement une profondeur comprise entre 3 et 6 m, est utilisé lorsque des fondations superficielles ne peuvent être réalisées et que des fondations profondes ne sont pas nécessaires, ce qui évite un coût trop important.

### Mise en place de fondations profondes
Il existe de nombreux types de fondations profondes, qui diffèrent par leur mode d’installation et de fonctionnement. Les plus courants sont les fondations en pieux qui peuvent être battus, foncés ou forés (avec ou sans refoulement du sol). La technique de la paroi moulée est également très répandue, en particulier lors de la construction de fouilles (parking souterrains, tranchée couverte…), où elle possède également un rôle de paroi de soutènement.
D’autres techniques peuvent être utilisées comme fondations profondes : micropieux, jet-grouting, palplanches, etc. Lorsque les ouvrages d'infrastructure se trouvent soumis aux composantes horizontales des pressions hydrostatiques, la réalisation d'un cuvelage sera parfois nécessaire pour garantir l'étanchéité à l'eau (principe inverse de la piscine).

### Mise en place de fondations semi-profondes
Ce type de fondation peut être utilisée dans le cas d'un sol stable en faible profondeur : des puits d'une profondeur suffisante pour se stabiliser sur la couche stable sont remplis de « gros béton » (un béton grossier dosé à environ 200 kg de ciment/m3). Bien souvent, ces puits peuvent être creusés à la pelle mécanique hydraulique, permettant ainsi à l'entreprise chargée de la réalisation du gros œuvre de réaliser l'ouvrage sans faire appel à une entreprise spécialisée, comme dans le cas de fondations profondes.
On a également souvent recours au système de puits et longrines préfabriquées. Dans ce cas, les longrines sont posées sur les plots ainsi créés et permettent de supporter le poids des murs. Elles se rejoignent au niveau de nœuds (clavetages).
En plus leur simplicité d’exécution, les fondations semi-profondes présentent aussi l'avantage de se prémunir contre le phénomène de gel et de dégel des sols.

## Renforcement de sol
Les techniques de renforcement des sols ont pour objectif d’améliorer in situ les caractéristiques d’un sol peu résistant afin de permettre l’emploi de fondations superficielles et ainsi éviter l'utilisation de fondations profondes ou semi-profondes.
Plusieurs catégories de techniques existent :
- celles qui consistent à inclure des éléments résistants dans le sol[4] : inclusions rigides, colonnes ballastées, enrochements, injection de coulis et de résines, clouage, etc. Ces renforcements peuvent être améliorés par l’emploi de tarières qui refoulent le sol ;
- celles qui compactent le sol : pré-chargement associé, ou pas, à du drainage, compactage dynamique, vibroflottation, consolidation atmosphérique, etc. Ces techniques sont particulièrement efficaces sur des sols granuleux (de type sableux par exemple) car elles réduisent l'espace entre les grains ;
- celles qui font appel à l’utilisation d’un liant (par exemple de la chaux ou du ciment. Voir aussi les techniques de chapes).

## Fondations parasismiques

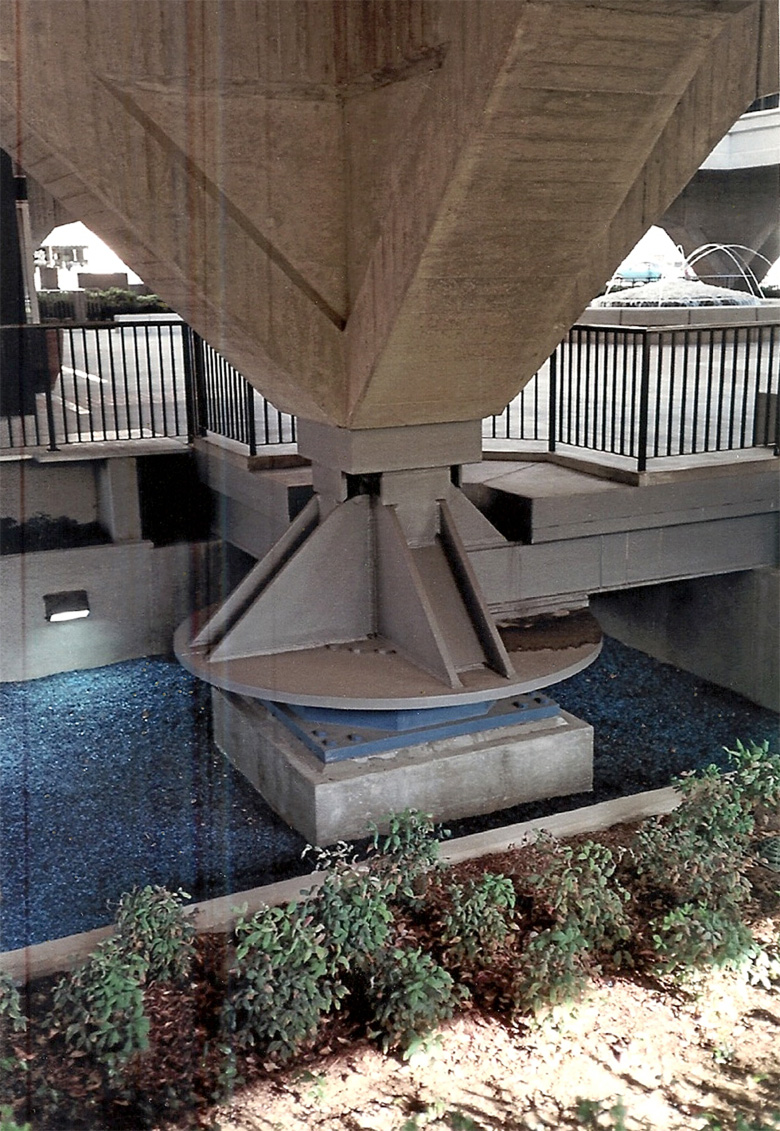
Fondation antisismique découplée par isolement bas : appui sur galets caoutchouc en tête de fondation, Municipal Office Building, ville de Glendale, CA.

Les mouvements transversaux du sol lors d'un séisme peuvent créer des efforts de cisaillements très importants entre les fondations et l'ossature du bâtiment. Au lieu d'opter pour des fondations très résistantes et donc très onéreuses, l’ingénierie parasismique cherche plutôt à diminuer les interactions sol-structure en employant des matériaux qui amortissent les vibrations (isolement bas) : galets en caoutchouc, appuis néoprène (empilement de feuillets de néoprène et de plaques d'acier), etc.
Des techniques de renforcement des sols permettent également de prévenir les phénomènes de liquéfaction du sol qui peuvent survenir lors d'un séisme. Il faut néanmoins faire attention au mur porteur.

## Efforts appliqués sur une fondation
La semelle peut être soumise à différents efforts :
- forces verticales ascendantes ou descendantes ;
- forces horizontales ou obliques ;
- moments de flexion ou de torsion.

Selon le règlement DTU 13.12, ces efforts ont plusieurs origines :
- charges permanentes ;
- charges d’exploitation ;
- charges climatiques ;
- charges accidentelles (séisme par exemple).